# Gunnar Gräslund

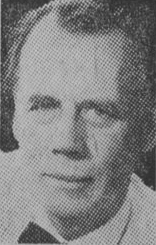
Gunnar Gräslund

Gunnar Gräslund, född 8 augusti 1912 i Högbo församling, Gävleborgs län, död 6 december 1978 i Gränna, var en svensk arkitekt.

## Biografi
Gräslund, son var son till brukskamrer Harald Gräslund och Elsa Reinholdz, avlade studentexamen i Gävle 1931, reservofficersexamen 1942 och utexaminerades från Kungliga Tekniska högskolan 1937. Han var anställd på Kooperativa förbundets arkitektkontor och HSB 1938–1941 och bedrev egen arkitektverksamhet från 1942. Han var stadsarkitekt i Valdemarsviks köping och Gryts landskommun. Han var styrelseledamot i Stockholms Byggnadsförening och Byggnadsföreningens restaurangbolag. Han var kapten i Norrlands artilleriregementes reserv.
Bland Gräslunds arbeten märks medborgarhus, Folkets hus med samlingslokaler, hotell, teatrar och stadsbibliotek i bland annat Jönköping, Landskrona, Västervik, Katrineholm, Värnamo, Mölndal, Visby, Nässjö och Vännäs, kontorshus och fabriker i Sandviken, översiktsplan över kust och skärgård i Östergötlands län. Han var arkitekt för konsthantverks- och hemslöjdsutställningar på Liljevalchs 1946, 1947 och 1956, Riksmässan i Jönköping och Expo Norr i Östersund.

## Bilder

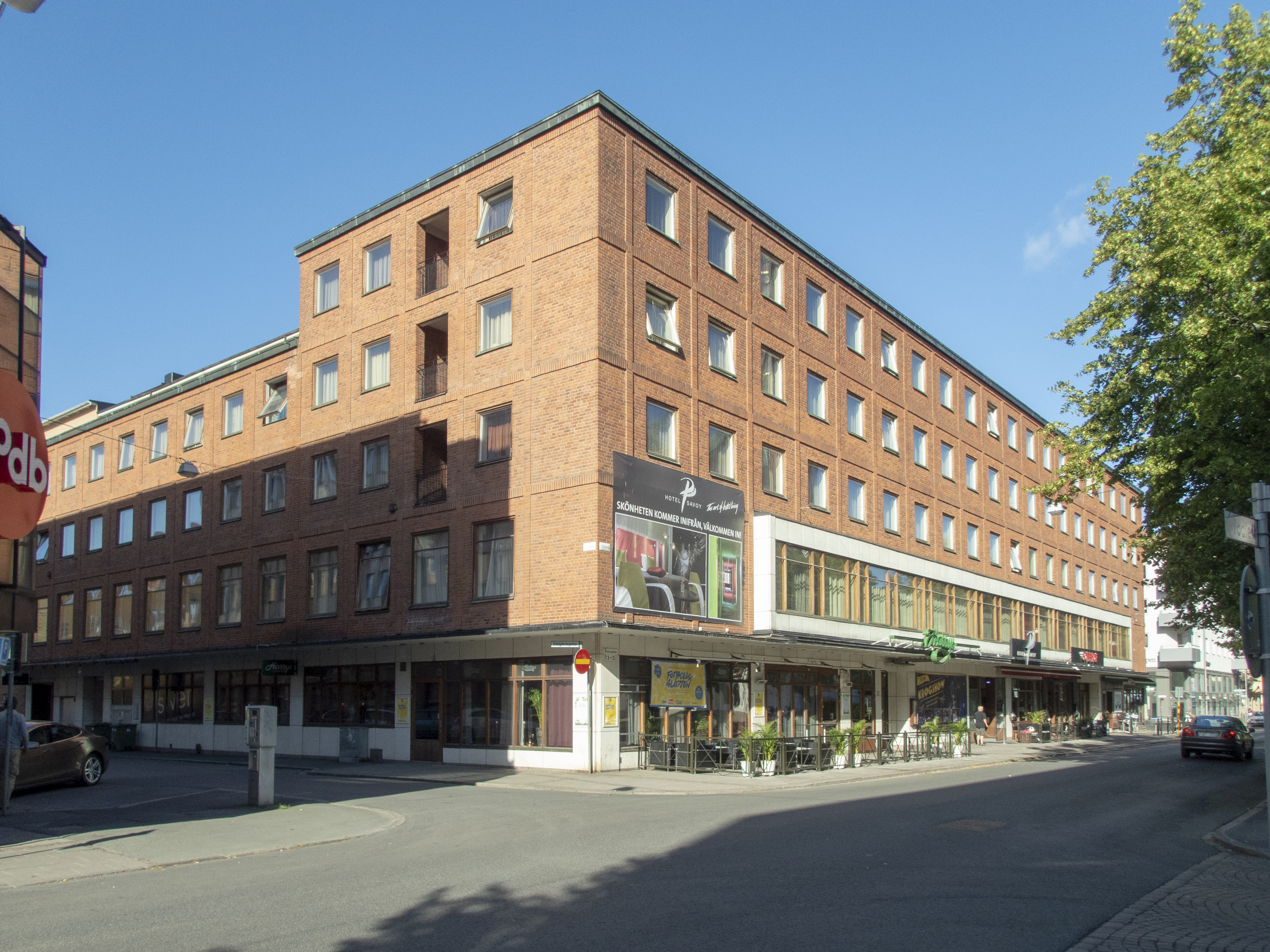
Folkets hus i Jönköping (1958)
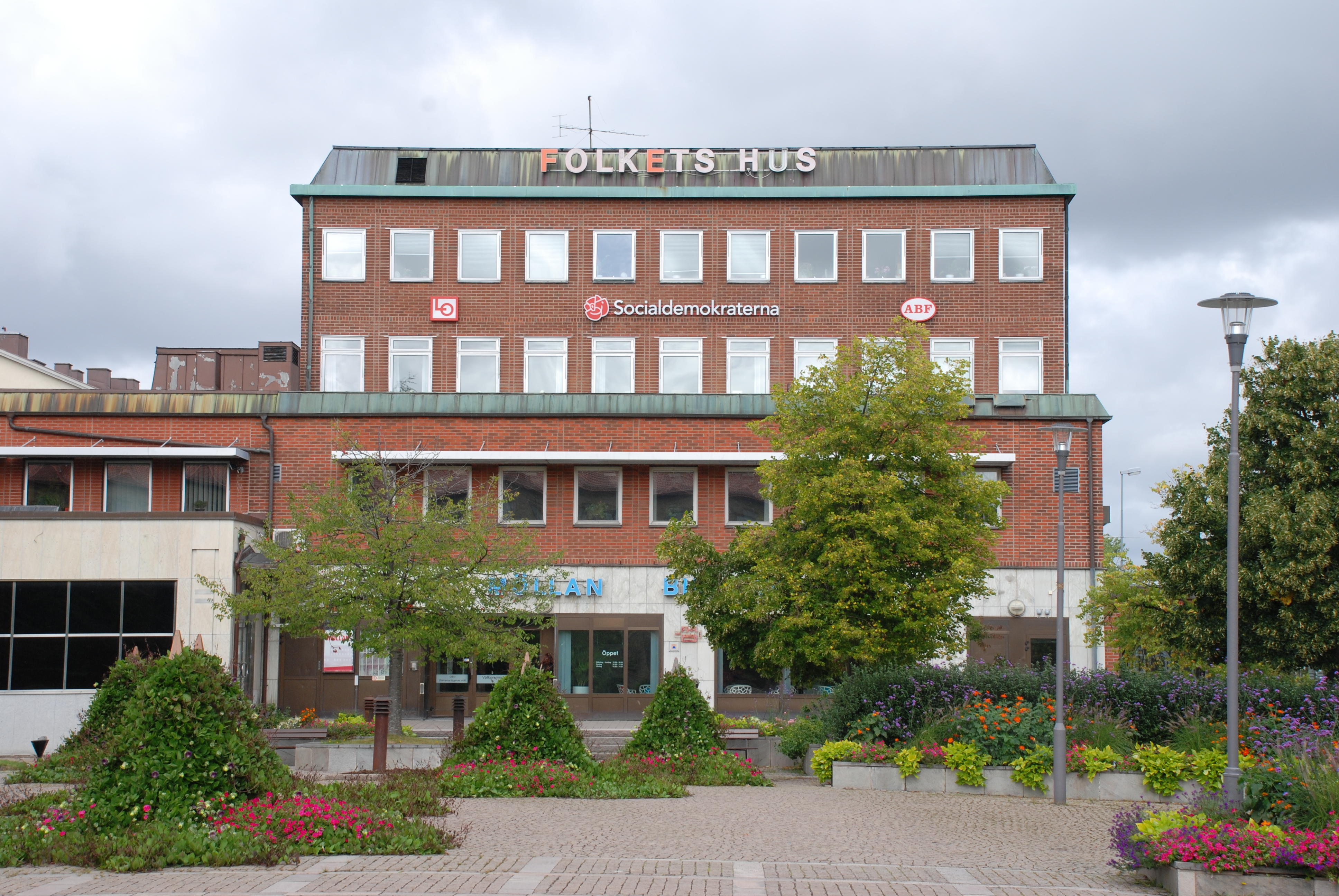
Folkets hus i Mölndal (1959).
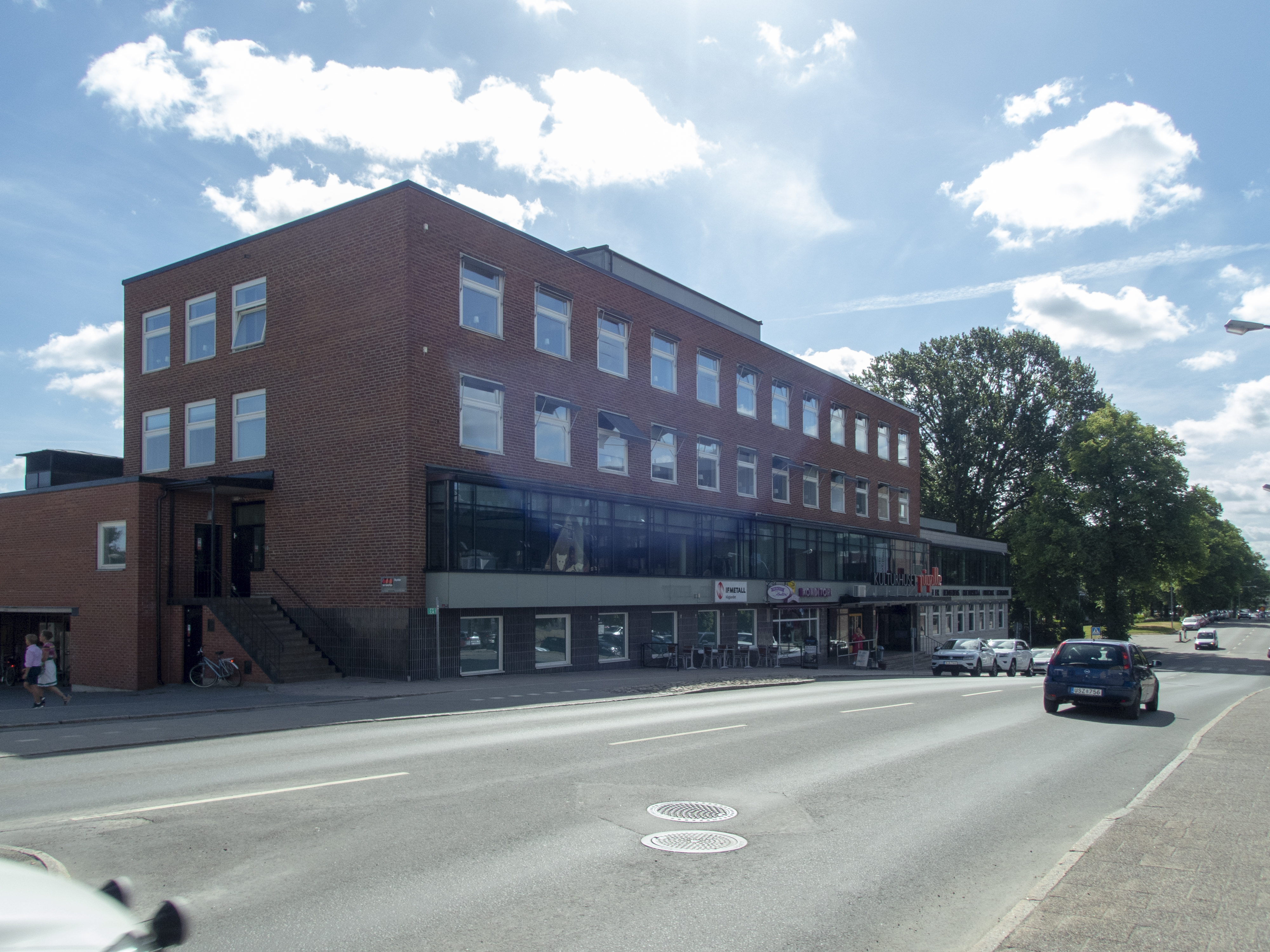
Folkets hus i Nässjö (1963)
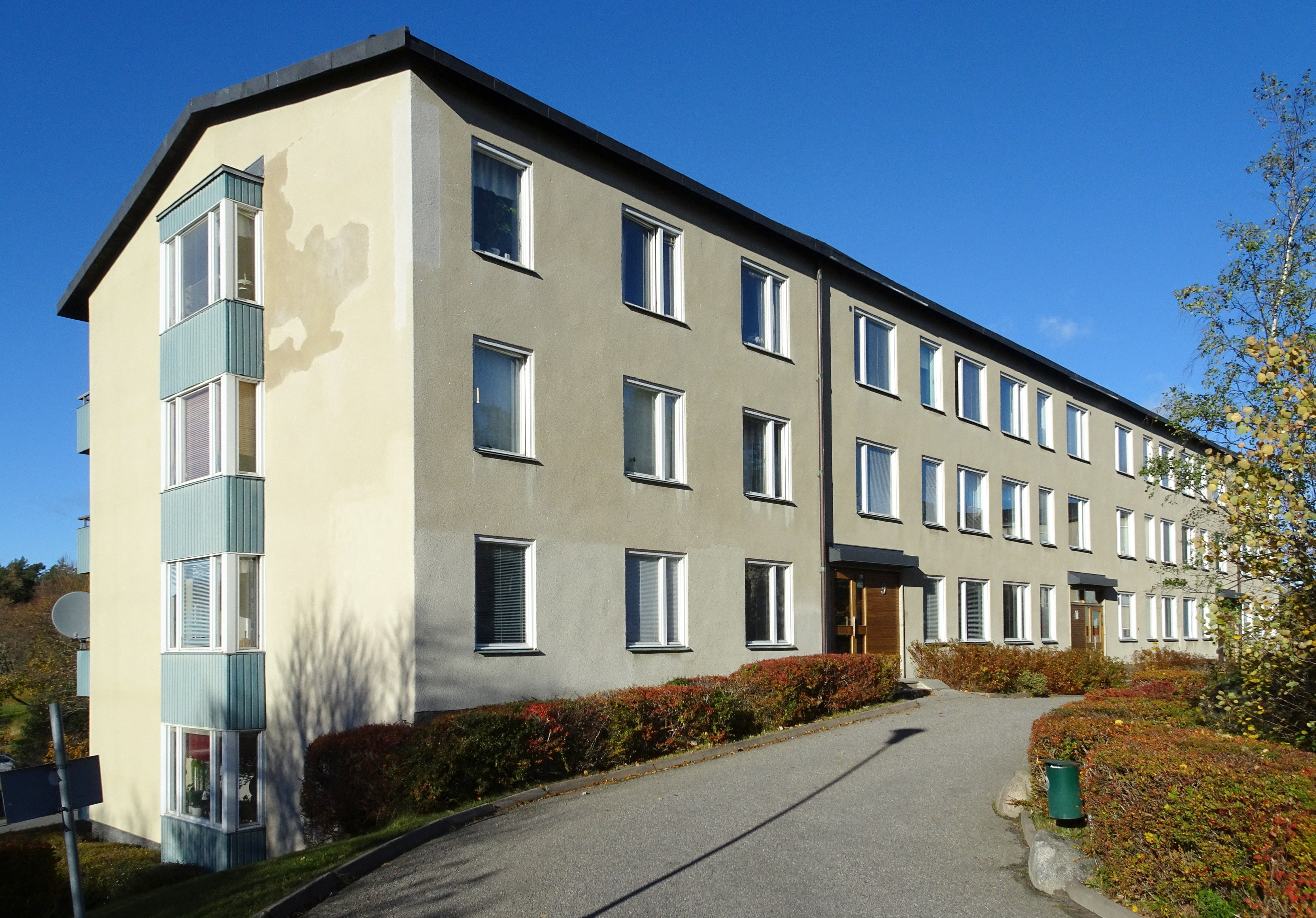
Hållsätrabacken 9, Sätra, Stockholm (1964)